# Ambachtstraat (Utrecht)
De Ambachtstraat is een straat in het centrum van de Nederlandse stad Utrecht.
De circa 80 meter lange straat vormt een verbinding tussen de Nobelstraat en de Kromme Nieuwegracht. De straat bestond reeds omstreeks 1300. De eerste naamsvermelding dateert uit 1360. De straat is vernoemd naar het ambachtshuis van de Janskerk dat hier stond. Zij pachtte de grond van de Pieterskerk. In de Ambachtstraat staat vandaag de dag een klein aantal monumentale bouwwerken, waaronder op nummer 5 een gebouw uit het midden van de 17e eeuw dat toegeschreven wordt aan de bouwmeesters Ghijsbert Theunisz. van Vianen en Peter Jansz. van Cooten. Op een terrein met de Kromme Nieuwegracht bevond zich tussen 1912 en 1952 de zilverfabriek van C.J. Begeer. In de straat was in de loop der geschiedenis tevens eens timmerfabriek, de orgelfabriek Van Vulpen en een boekbinderij gevestigd. De timmerplaats was het domein van timmerman van de Groenekan die aldaar onder andere de bekende Rietveld-stoel vervaardigde.

## Externe link

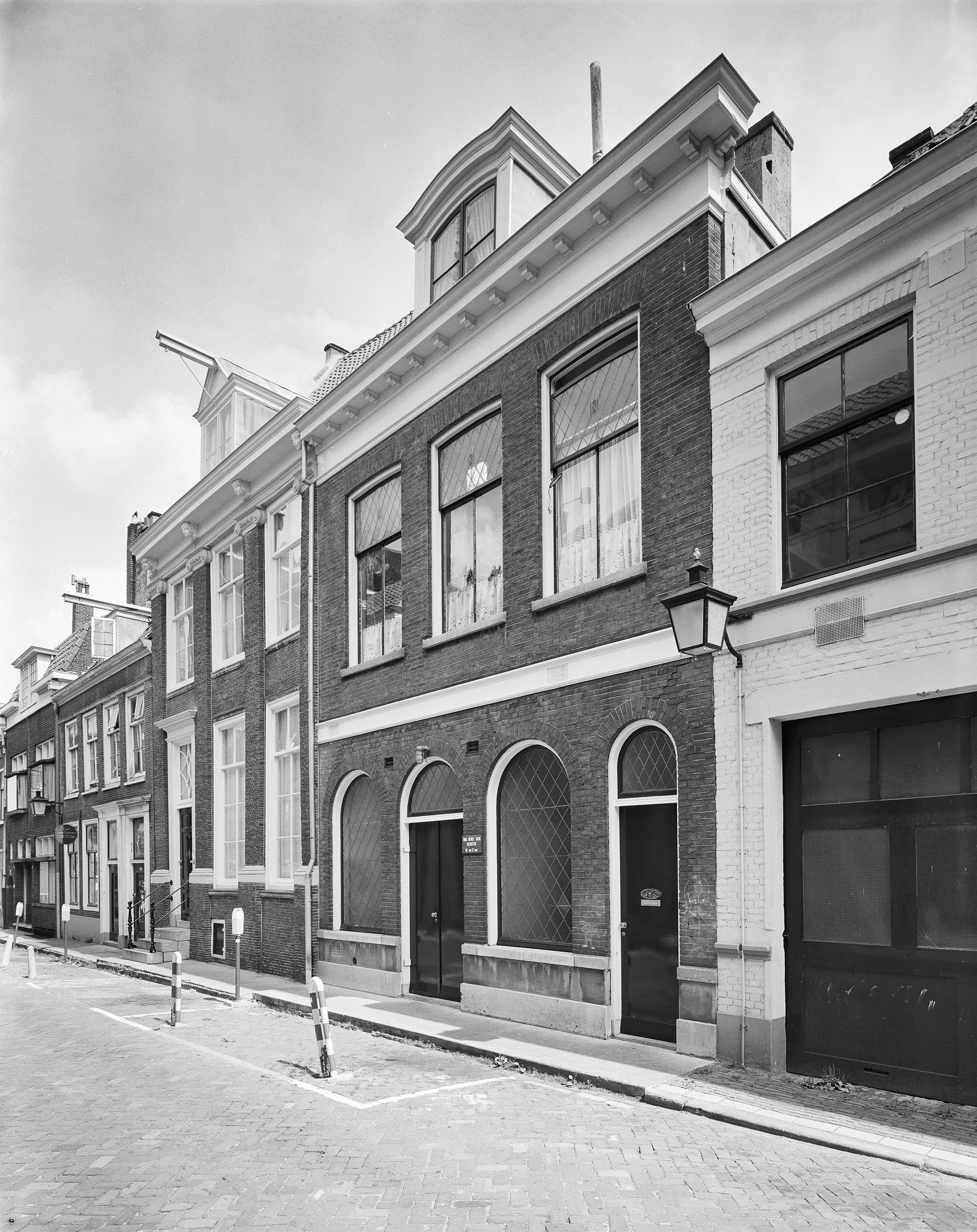
Kerkgebouw van de Oud Gereformeerde Gemeente in Nederland op nummer 3. Foto is genomen in 1986.